# 모래내륙쥐
모래내륙쥐(Pseudomys hermannsburgensis)는 쥐과에 속하는 설치류의 일종이다. 오스트레일리아에서만 발견된다.

## 특징
꼬리 길이 70.4~91.5mm를 제외한 몸길이가 56.6~77mm인 작은 설치류다. 발 길이는 16.1~17mm이고, 발 길이는 12~13.2mm, 몸무게는 최대 17.2g이다.

## 생태
군집 생활을 하는 야행성 동물이다. 굴 속에서 작은 무리를 지어 생활한다. 먹이는 식물 씨앗과 뿌리 줄기, 새싹, 절지동물 등이다. 주변 환경이 좋을 때만 번식을 한다. 암컷은 한 번에 3~4마리의 새끼를 낳는다.

## 분포
오스트레일리아 중부에 널리 분포하고 서부 해안을 따라 일부 섬에서도 발견된다. 모래 언덕과 목초지, 풀밭과 같은 서식지에서 서식한다.

## 아종
2종의 아종이 알려져 있다.
- P. h. hermannsburgensis - 웨스턴오스트레일리아주 중부, 노던준주 남부, 사우스오스트레일리아주 북부, 퀸즐랜즈주 남서부, 더크하르톡섬, 필바라 지역 해안가의 로즈마리 섬
- P. h. brazenori (Troughton, 1937) - 뉴사우스웨일스주 북서부 지역